# (2671) Abkhazia
(2671) Abkhazia (1977 QR2; 1973 UY5) ist ein Asteroid des mittleren Hauptgürtels, der am 21. August 1977 vom russischen (damals: sowjetischen) Astronomen Nikolai Stepanowitsch Tschernych an der Zweigstelle Nautschnyj des Krim-Observatoriums auf der Halbinsel Krim (IAU-Code 095) entdeckt wurde.

## Benennung
(2671) Abkhazia wurde nach der ehemaligen Abchasischen Autonomen Sozialistischen Sowjetrepublik benannt.